# Les Docks (Suisse)
Pour les articles homonymes, voir Dock.
Les Docks est une salle de spectacle de Suisse. 

## Localisation
La salle est située à Lausanne, dans le quartier de Sévelin, près du Flon.

## Histoire
La salle des Docks est liée à la Fondation pour les Musiques Actuelles (FMA), constituée en avril 2003. Le bâtiment, adapté à son nouvel usage de salle de concert à Lausanne, est l'ancien Théâtre des Roseaux, construit dans le cadre d’Expo 02  sur l’Arteplage de Neuchâtel. 

## Exploitation
Elle propose, outre une salle modulable pouvant accueillir jusqu'à 1 020 personnes, un bar et une galerie où sont régulièrement proposées diverses expositions. 
Inaugurée le 1er décembre 2005, elle a depuis reçu plus d'une centaine de groupes et artistes d'horizons divers. 